# Alberigo Oreste Talarico
Alberigo Oreste Talarico (Aprigliano, 1º agosto 1890 – Roma, 9 ottobre 1952) è stato un medico e politico italiano.

## Biografia
Di professione medico, è stato eletto senatore nella I Legislatura.